# Betawi
Betawi, Bataviaans of Bataviaas-Maleis (Bataviaans: basè Betawi of basa Betawi) is het Maleise dialect dat de oorspronkelijke inwoners van Jakarta, de zogenaamde Orang Betawi, spreken. Het aantal sprekers wordt geschat op 5 miljoen, maar een precieze schatting is moeilijk door het vage gebruik van de naam Betawi.
De term "Betawi" (afgeleid van Batavia) wordt nog veel gebruikt voor Jakarta, en kan, zoals vele Austronesische talen gebruikelijk is, ook als bijvoeglijk naamwoord worden gebruikt: "Jakartaans", en niet alleen bij een taalaanduiding. Bahasa Betawi betekent aldus "Jakartaanse taal", maar het veelvoorkomende anak Betawi is dienovereenkomstig: "afkomstig (kind) van Jakarta".

## Herkomst
Over de herkomst van het Betawi bestaat enig wetenschappelijk debat. Volgens één groep taalkundigen stamt het Betawi rechtstreeks af van het Proto-Maleis; een andere groep taalkundigen ziet in het Betawi een creooltaal met het pasar-Maleis als belangrijkste basis.
Volgens de creoolhypothese komt het Betawi voort uit een pidgintaal op basis van het pasar-Maleis, die oorspronkelijk gesproken werd door de afstammelingen Chinese inwijkelingen en hun Balinese vrouwen in Batavia. Deze afstammelingen bekeerden zich tot de islam, en mettertijd ontwikkelde hun pidgin zich tot een creooltaal, met sterke invloeden van het Javaans, Soendanees, Portugees en Nederlands. Omstreeks 1750 begon het Betawi de gecreoliseerde versie van het Portugees, het zogenaamde Mardijker, te verdringen, die tot dan toe de lingua franca van Batavia was geweest.
Telwoorden zoals cepek ("honderd"), gopek ("vijfhonderd") en seceng ("duizend") komen uit het Hokkien-Chinees. Invloed van het Balinees is vermoedelijk aanwezig in de uitspraak van de /a/ aan het eind van een woord als een toonloze [ə]. Dit treffen we ook aan in het Balinees, en het is zeer wel mogelijk dat dit gebruik in Jakarta is beïnvloed door Balinese koks (en kokkinnen natuurlijk) die de voorkeur hadden bij de Nederlandse overheersers in Batavia, omdat ze als niet-islamieten wisten hoe ze varkensvlees moesten bereiden.

## Huidige rol
Het "Betawi", dat vrij sterk afwijkt van de Bahasa Indonesia (de officiële taal van Indonesië), wordt in Jakarta nog gesproken door de oorspronkelijk Jakartaanse bevolking (de echte anak Betawi dus). De sprekers zijn vooral oudere mensen uit plaatsen rondom Jakarta, zoals Kampung Melayu, Pasar Rebo, Pondok Gede, Ulujami, and Jagakarsa. Verder leeft er rond Tangerang een aanzienlijke Chinese gemeenschap, Cina Benteng geheten, die geen Chinees meer spreekt, maar Betawi.
Het Betawi zoals het in dit artikel beschreven wordt, moet niet worden verward met het "Jakarta-Indonesisch". Dit is een variant van het Indonesisch die bijna alle Jakartanen op jeugdige leeftijd leren en die in de stad als een soort algemene, alledaagse omgangstaal wordt gebruikt. Door veelvuldig gebruik van deze variant in de Indonesische media is ook de invloed ervan duidelijk merkbaar in andere delen van de Indonesische archipel, met name bij de jongere generatie.
Andere veelgebruikte talen in de hoofdstad zijn het Indonesisch, het Javaans en het Soendanees.

## Dialecten
Het Betawi is opgedeeld in twee hoofddialecten:
- Betawi Kota: oorspronkelijk gesproken in de stad Jakarta; gekenmerkt door een sterke e (bijvoorbeeld ada, dat ade wordt);
- Betawi Udik: oorspronkelijk gesproken in de buitenwijken van Jakarta, Tangerang, Banten en Bogor en in Bekasi (in West-Java); gekenmerkt door een sterke a (bijvoorbeeld ada, dat adah wordt).

Een variant van Betawi Udik, die Betawi Ora genoemd wordt, onderging een sterke Javanese invloed.
Een ander kenmerk zijn de persoonlijke voornaamwoorden. Het Betawi Kota gebruikt meestal ane, ente of aye voor "ik" of "mij"; het Betawi Ora daarentegen gebruikt doorgaans gue voor "ik" of "mij" en lu voor "jij" of "jou".